# Occupe-toi d'Amélie (film, 1912)
Pour les articles homonymes, voir Occupe-toi d'Amélie (homonymie).
Pour plus de détails, voir Fiche technique et Distribution.
Occupe-toi d'Amélie est un film français réalisé par Émile Chautard, sorti en 1912.

## Fiche technique
- Titre : Occupe-toi d'Amélie
- Réalisation : Émile Chautard
- Scénario : d'après la pièce Occupe-toi d'Amélie de Georges Feydeau
- Pays d'origine : France
- Format : Noir et blanc - 1,33:1 - Film muet
- Genre : comédie
- Date de sortie : 1912

## Distribution
- Marcel Simon
- Alice de Tender
- Hélène Maïa
- Géo Leclercq
- Édouard Hardoux